# Apochthonius malheuri
Espèce
Apochthonius malheuri est une espèce de pseudoscorpions de la famille des Chthoniidae.

## Distribution
Cette espèce est endémique d'Oregon aux États-Unis. Elle se rencontre dans la grotte Malheur Cave dans le comté de Harney.

## Description
Les mâles mesurent de 1,66 à 1,90 mm.

## Étymologie
Son nom d'espèce lui a été donné en référence au lieu de sa découverte, la grotte Malheur Cave.

## Publication originale
- Benedict & Malcolm, 1973 : A new cavernicolous species of Apochthonius (Chelonethida: Chthoniidae) from the western United States with reference to troglobitic tendencies in the genus. Transactions of the American Microscopical Society, vol. 92, p. 620-628.